# Telia Company
Telia Company (до 2016 р. TeliaSonera) — телекомунікаційна компанія і оператор мобільного зв'язку у Швеції, Фінляндії, Норвегії, Естонії, Латвії і Литві. Компанія має представництва в країнах Північної, Східної Європи, Центральної і Південної Азії та Іспанії, із загальною кількістю у 182,1 млн користувачів.

## Історія
Компанія була утворена в грудні 2002 року в результаті приєднання фінської Sonera до шведської Telia. Це злиття відбулося незабаром після невдалого злиття Telia з норвезькою телекомунікаційною компанією Telenor, яка тепер є їхнім головним конкурентом в країнах Північної Європи.
В 2016 році компанія провела ребрендинг.

## Діяльність
Діяльність компанії сконцентрована в області надання послуг з магістральної передачі даних і послуг стільникового зв'язку.